# Kenzō Tange
Kenzō Tange (丹下 健三, Tange Kenzō), né à Sakai le 4 septembre 1913, élevé à Imabari, dans la préfecture d'Ehime, mort à Tokyo le 22 mars 2005, est un architecte et urbaniste japonais.

## Biographie
Kenzō Tange nait à Sakai dans la préfecture d'Osaka en 1913, il passe ensuite son enfance à Imabari dans la préfecture d'Ehime, où se trouvait la maison de famille de son père. Il est d'abord diplômé de l'École des hautes études de Hiroshima (établissement précurseur de l'université de Hiroshima), puis du département d’architecture de l'université impériale de Tokyo, devenue l'université de Tokyo.
Il travaille jusqu'en 1941 pour Kunio Maekawa, un disciple de Le Corbusier, et remporte en 1949 le concours pour le parc du Mémorial de la Paix et le musée de la bombe atomique, qu'il construit au centre de la ville reconstruite d'Hiroshima. Cette première réalisation majeure marque le début d'une carrière nationale, avec la création du bâtiment du gouvernement préfectoral de Kagawa, l'hôtel de ville de Tokyo, le gymnase olympique de Yoyogi, la cathédrale Sainte-Marie de Tokyo et le Festival Plaza de l'Exposition universelle d'Osaka en 1970, puis internationale.
Il crée sa propre agence d'architectes, d'abord sous le nom de Studio Kenzo Tange puis de Kenzo Tange Associates en 1981.[réf. nécessaire]
Son style est axé sur des bâtiments épurés, en béton le plus souvent brut, puis revêtus de parois de verre ou de pierre sur sa dernière période. L'agence a construit une vingtaine de gratte-ciel au Japon.[réf. nécessaire]
En 1987, il remporte le prix Pritzker d'architecture.[réf. nécessaire]
Il est une source d'inspiration majeure pour les architectes japonais d'après-guerre, plusieurs de ses disciples comme Kishō Kurokawa, Kiyonori Kikutake, et Fumihiko Maki co-signent avec lui le manifeste du métaboliste en 1960.
Kenzō Tange prend sa retraite en 2002. Il meurt à Tōkyō le 22 mars 2005 à l'âge de 91 ans.

## Principales réalisations de Kenzō Tange et de Kenzo Tange Associates
- 1952 : le cénotaphe du parc du Mémorial de la Paix de Hiroshima
- 1955 : la cathédrale Sainte-Marie de Tōkyō, dans l'arrondissement de Bunkyō, constituée d'une flèche torse centrale de béton et de verre qui sert de clé de voûte à quatre toits en acier inoxydable brillant.
- 1958 : la préfecture de Kagawa à Takamatsu.
- 1963 : gymnase olympique de Yoyogi, deux stades couverts aux remarquables toits suspendus pour les Jeux olympiques de Tōkyō de 1964 dans le parc Yoyogi de l'arrondissement de Shibuya.
- 1966 : planification du nouveau centre-ville de Skopje, république socialiste de Macédoine.
- 1968 : il élabore le plan général de l'Exposition internationale d'Ōsaka de 1970 ainsi que l'arène Theme Building.
- 1983 : Grand Prince Hotel Akasaka à Tokyo
- 1986 : université des sciences et de la technologie d'Oran - Mohamed-Boudiaf (AMZ Group) à Oran en Algérie.
- 1990 : il est crédité du design du palais présidentiel de Damas, même s'il se retira en réalité avant le début de la construction de l'édifice.
- 1991 : les tours jumelles des bureaux de la mairie de Tōkyō dans l'arrondissement de Shinjuku ainsi que la Tokyo City Hall Tower II. l'immeuble Grand Écran, place d'Italie (13e arrondissement à Paris)
- 1992 : United Overseas Bank Plaza One à Singapour
- 1993 : UOB Plaza Two à Singapour
- 1993 : APA Hotel & Resort Tokyo Bay Makuhari à Chiba
- 1994 : Shinjuku Park Tower à Tokyo
- 1996 : siège de la Télévision Fuji FCG (Fuji-Sankei Communications Group) à Odaiba (Tōkyō).
- 1997 : le musée des arts asiatiques de Nice (ouvert en 1998)[4]
- 2000 : Tokyo Dome Hotel à Tokyo, Kagawa Prefectural Government Office Tower à Takamatsu (Japon).
- 2004 : President Enterprise Corporation Tower à Taipei (Taiwan).
- 2005 : Bank of Shanghai Headquarters à Shanghai
- 2008 : Mode Gakuen Cocoon Tower à Tokyo. Il a reçu l'Emporis Skyscraper Award 2008

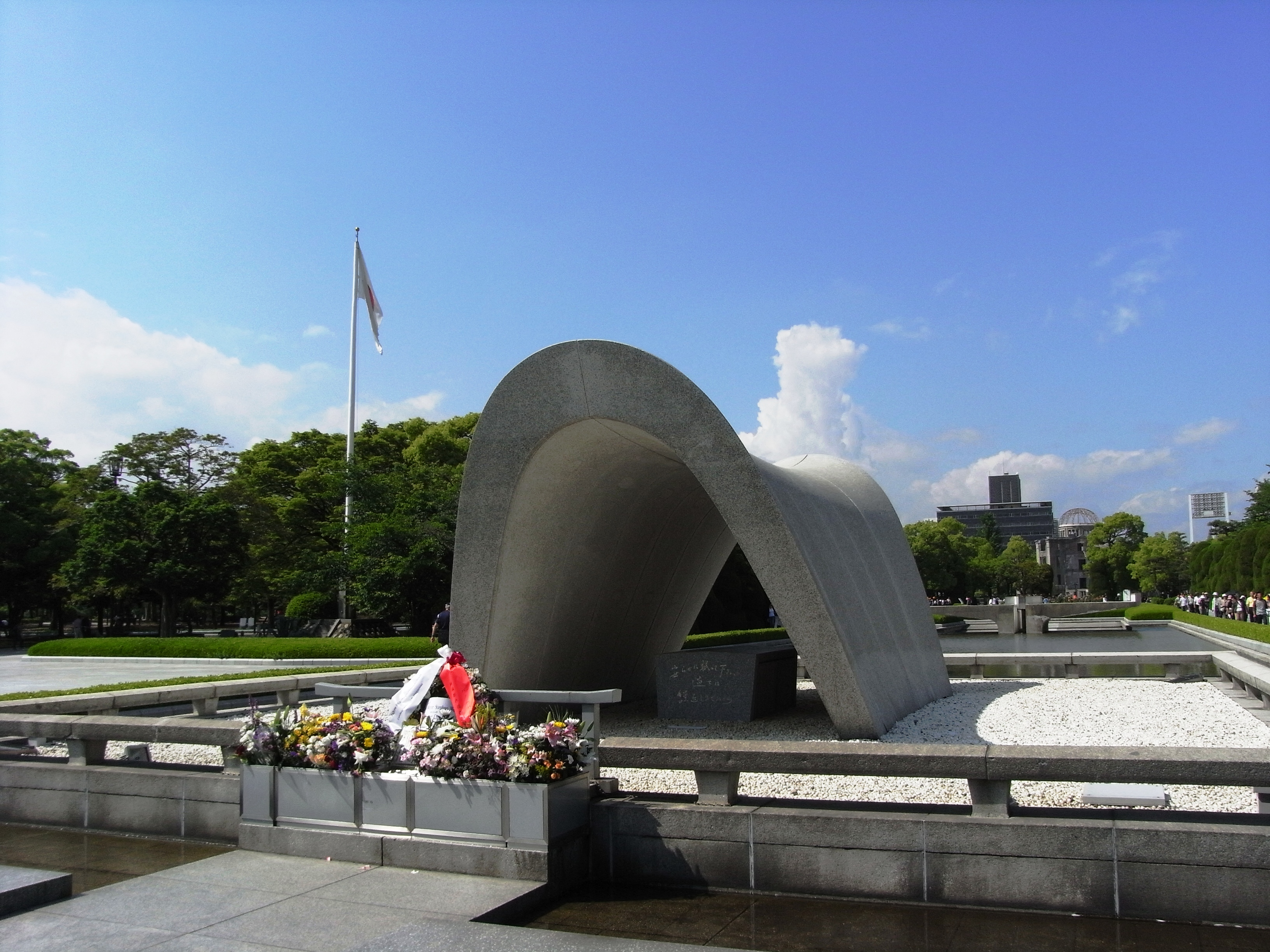
Cénotaphe du parc de la Paix, Hiroshima, 1952
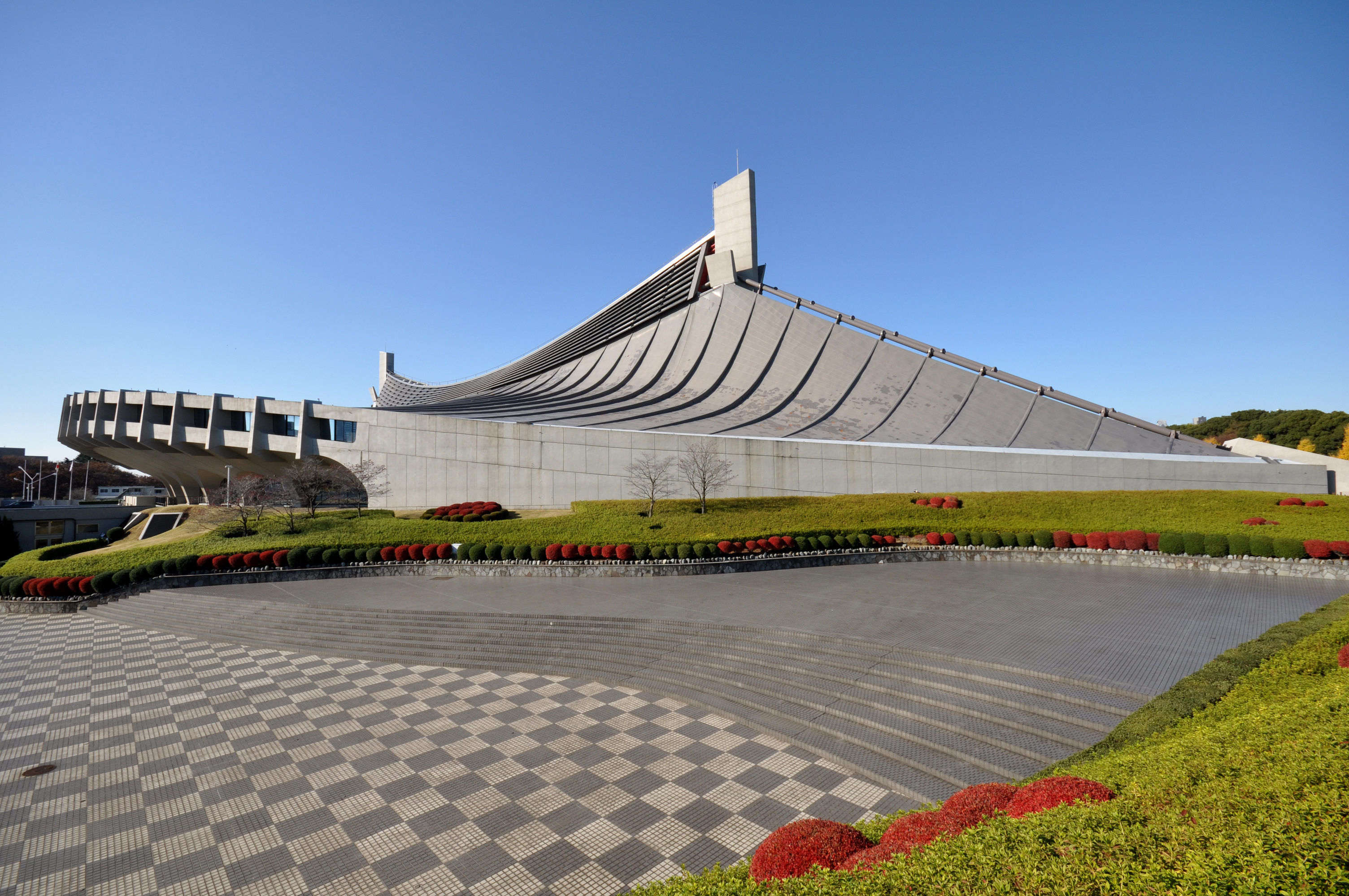
Gymnase olympique de Yoyogi, 1961-64.
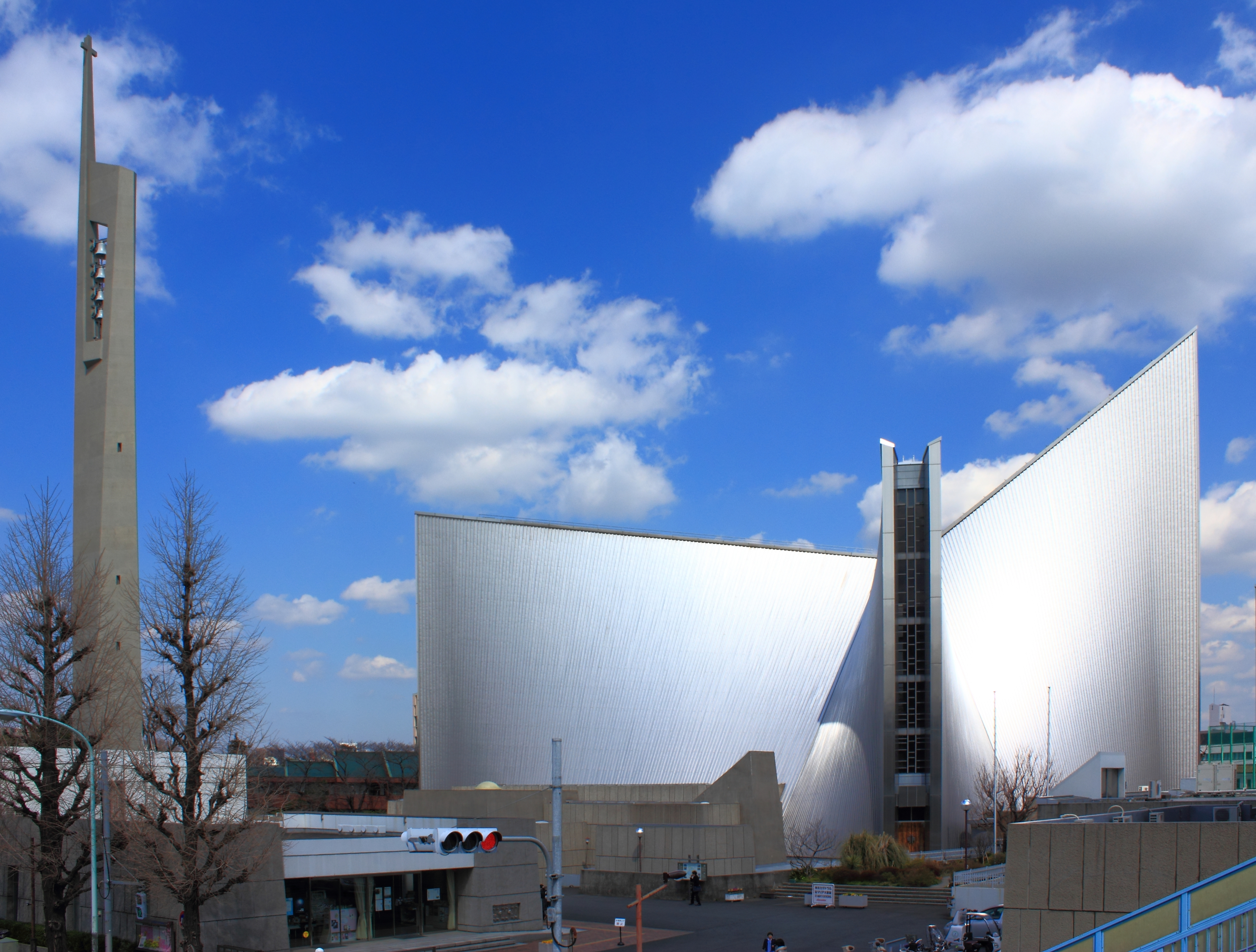
Cathédrale Sainte-Marie de Tōkyō, 1961-64
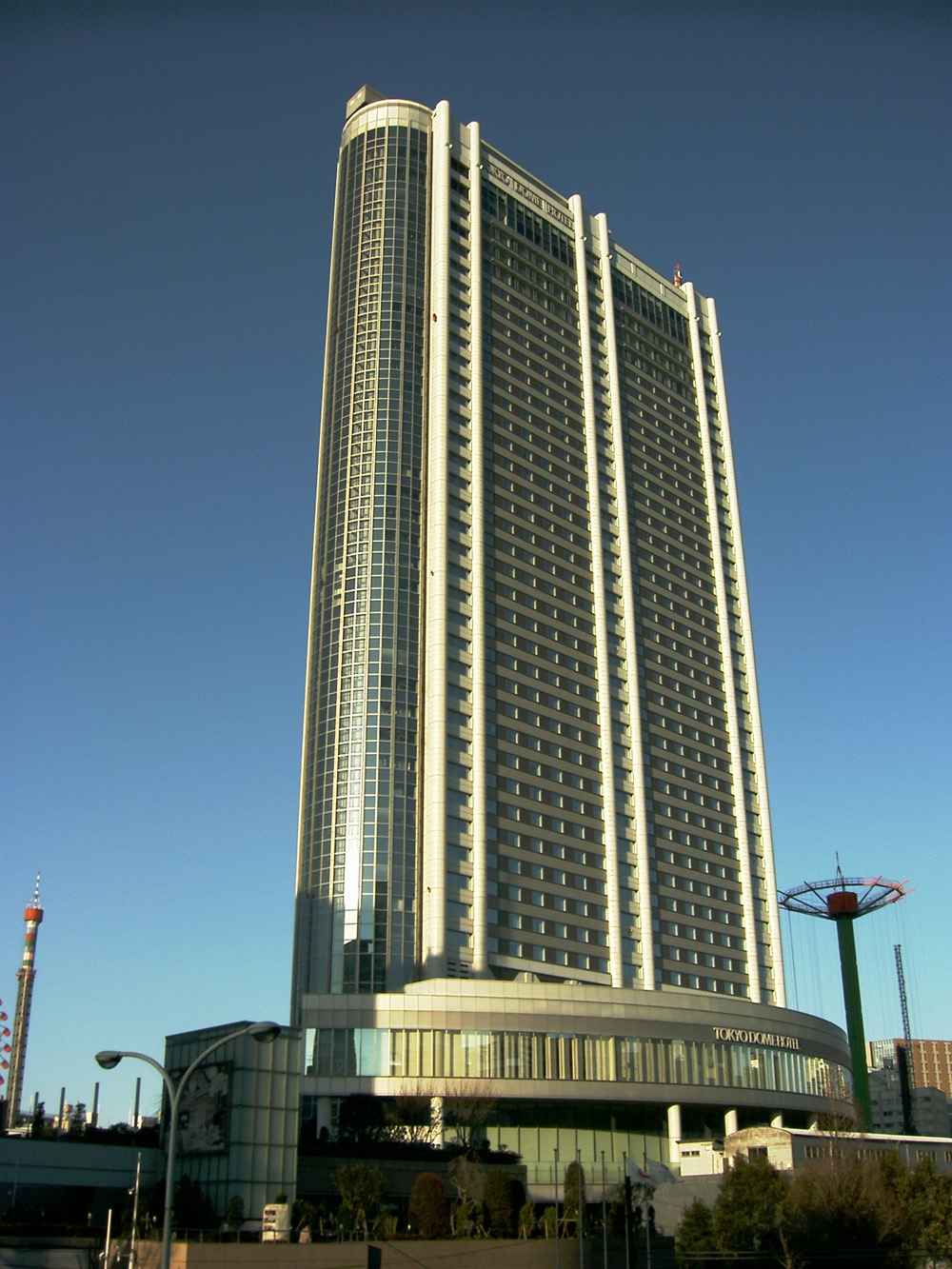
Tokyo Dome Hotel, 1985
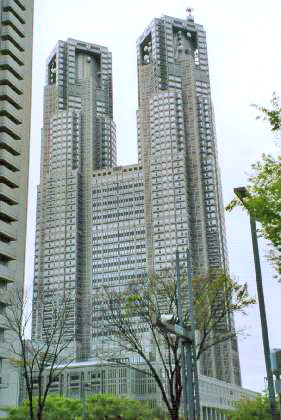
Tours jumelles de la Mairie de Tōkyō 1988-91
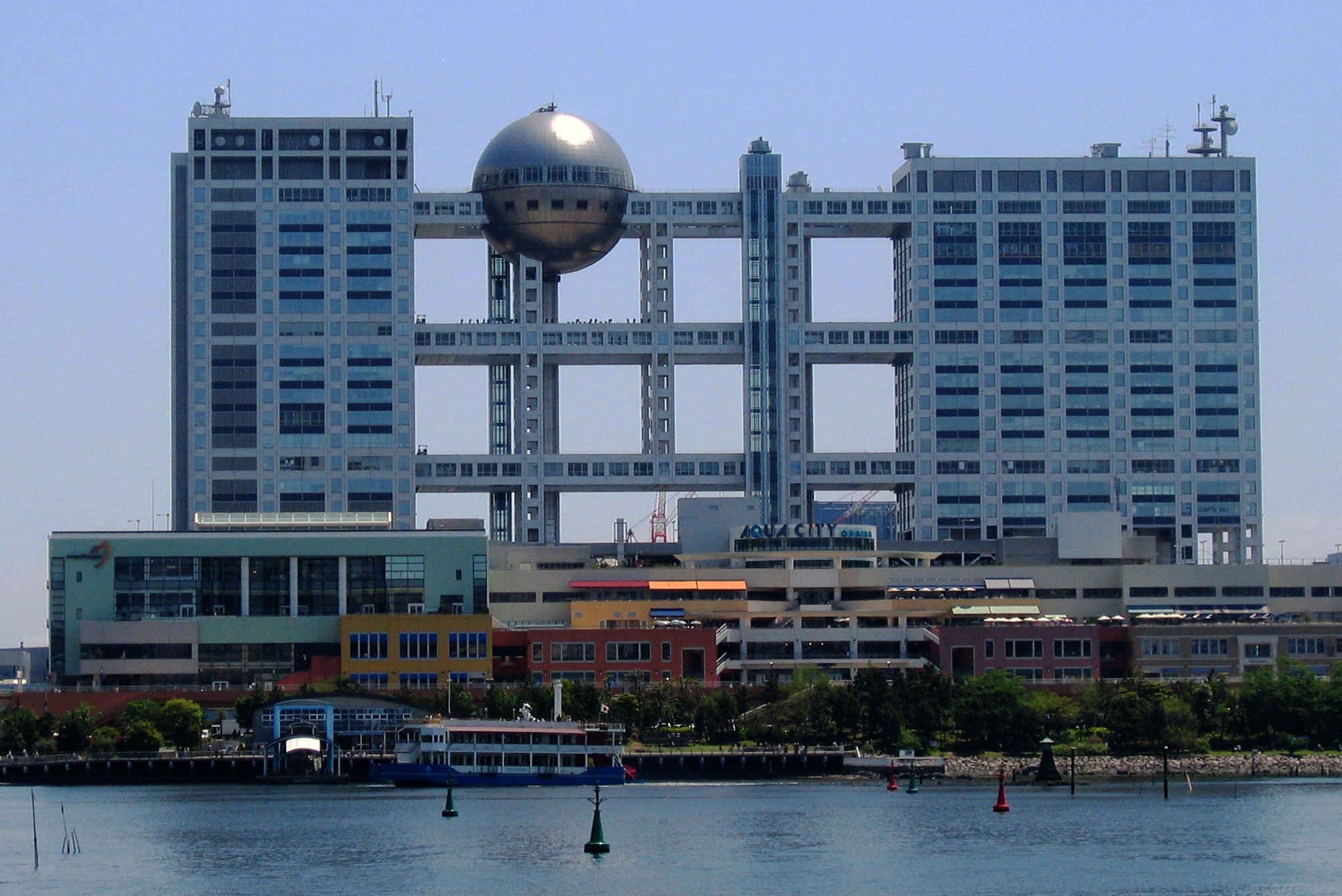
Siège Social de Fuji TV, 1993-96
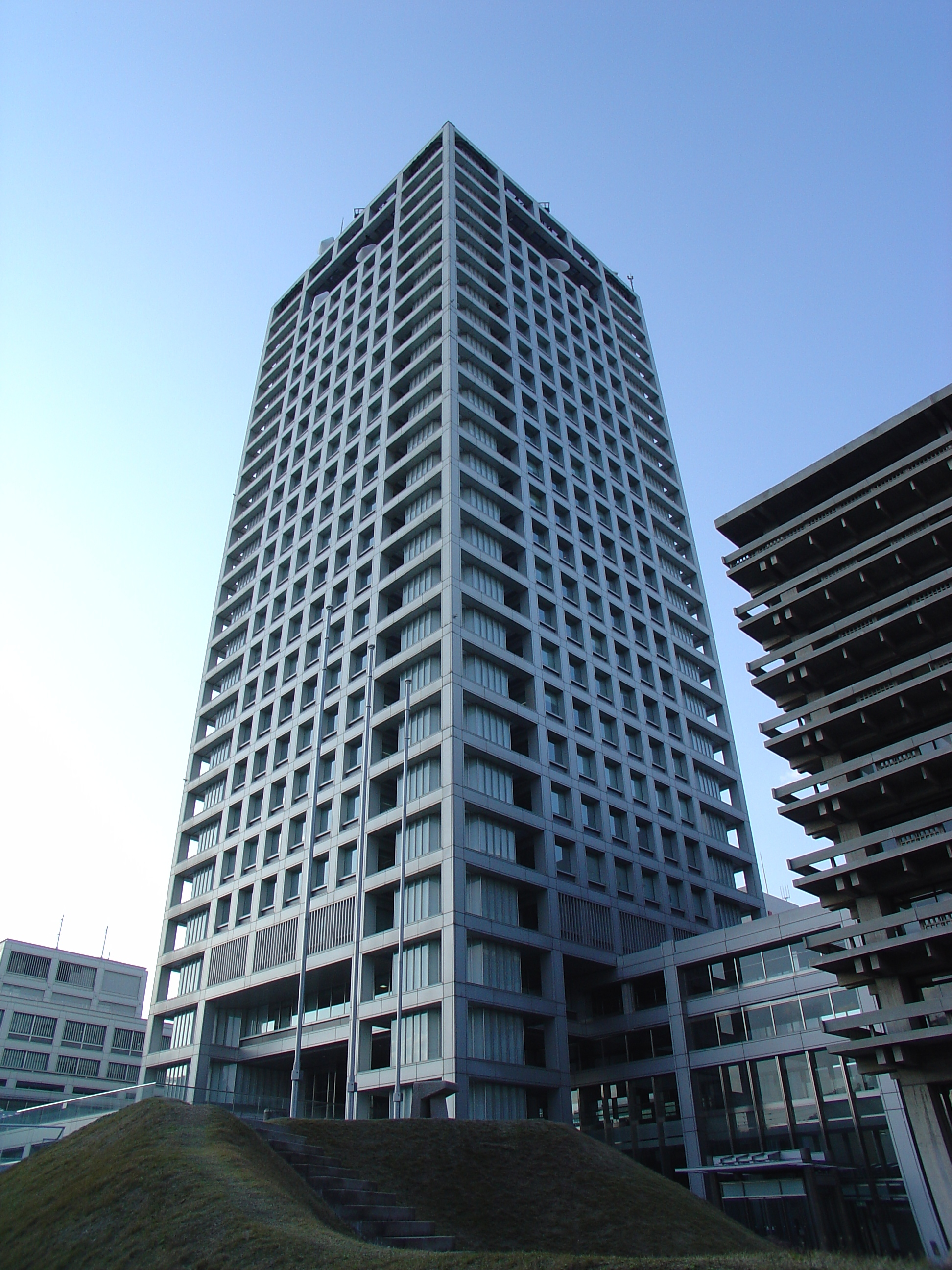
Préfecture de Kagawa à Takamatsu, 2000
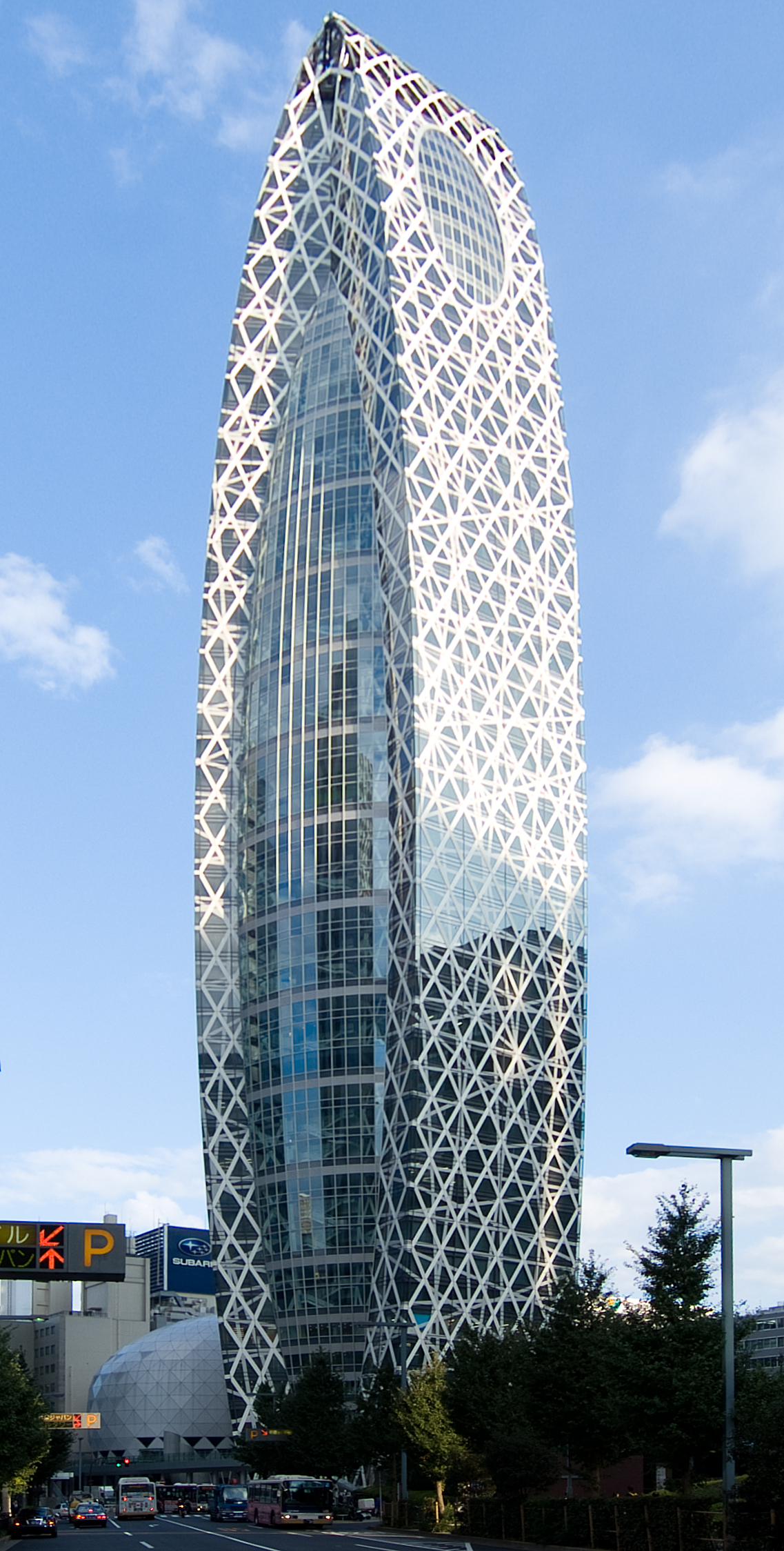
Mode Gakuen Cocoon Tower à Tokyo, 2006-08